# Single Input Single Output
Pour les articles homonymes, voir SISO.
Cet article court présente un sujet plus développé dans : Automatique#Systèmes monovariables, systèmes multivariables.
SISO est une abréviation anglaise utilisée en automatique signifiant Single Input Single Output. Un système dit SISO est donc un système possédant une seule entrée et une seule sortie. Ce sont les systèmes les plus simples, on les qualifie aussi de monovariables.